# Мирнодолинська селищна рада
Мирнодолинська селищна рада — орган місцевого самоврядування у Попаснянському районі Луганської області з адміністративним центром у смт Мирна Долина.

## Загальні відомості
Водоймища на території, підпорядкованій даній раді: річка Сіверський Донець.

## Населені пункти
Селищній раді підпорядковані населені пункти:
- смт Мирна Долина
- с. Біла Гора
- с-ще Лоскутівка
- с-ще Підлісне
- с. Рай-Олександрівка
- с. Устинівка

## Склад ради
Рада складається з 16 депутатів та голови.

### Керівний склад ради
| ПІБ                             | Основні відомості                                                         | Дата обрання | Дата звільнення |
| ------------------------------- | ------------------------------------------------------------------------- | ------------ | --------------- |
| Персидський Євген Володимирович | Сільський голова, 1976 року народження, освіта вища, член Партії регіонів | 18.09.2011   |                 |

Примітка: таблиця складена за даними джерела